# تاناباتا

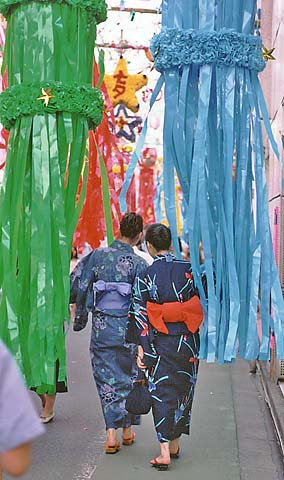
آذین‌بندی خیابان‌ها در جشن تاناباتا.

تاناباتا (به ژاپنی: 七夕  Tanabata) به معنی عصر روز هفتم یکی از جشن‌های رایج در کشور ژاپن است. این جشن به مناسبت ملاقات ستارهٔ اوری‌هیمه کرکس نشسته با ستارهٔ هیکوباشی کرکس پرنده برگزار می‌شود. بر اساس افسانه‌ها راه شیری (آمانوگاوا، 天の川) رودخانه‌ای در آسمان است که این دو عاشق را از یکدیگر جدا کرده‌است و آنها تنها یکبار در سال یعنی هفتمین روز ماه هفتم میلادی، اجازهٔ دیدار با یکدیگر را دارند. این جشن در شب برگزار می‌شود. مشابه این جشن در کشورهای چین، کره، ویتنام نیز برگزار می‌شود.

## منشأ جشن
تاناباتا ریشه در جشن چی‌شی (七夕节) یا روز والنتاین چینی دارد. ستارهٔ کرکس نشسته در ژاپن و چین در افسانهٔ تاناباتا به نام دختر بافنده یا شوکوجو-بوشی (به ژاپنی: 織女星) یا اوری‌هیمه-بوشی (به ژاپنی: 織姫星) شناخته می‌شود که بافنده‌ای ماهر و دختر سختکوش خدای آسمان است. این دختر با موافقت پدرش با ستارهٔ گاوچران کرکس پرنده یا کنگیو-بوشی (به ژاپنی: 牽牛星) که مردی بسیار زحمتکش و سختکوش است، ازدواج می‌کند. شادی زندگی با یکدیگر چنان این دو را مشغول می‌کند که از کار کردن باز می‌مانند. بخاطر این خدای آسمان خشمگین شده در سراسر آسمان رودی از ستاره می‌کشد تا این دو نتوانند یکدیگر را ببینند و تنها در هفتمین روز ماه ژوئیه اجازهٔ دیدار به این زوج را می‌دهد. اما این به شرطی است که در این روز باران نبارد اگر در این روز باران ببارد آب رودخانه افزوده شده ملاقات این دو ناممکن می‌شود.

## مراسم برگزاری جشن

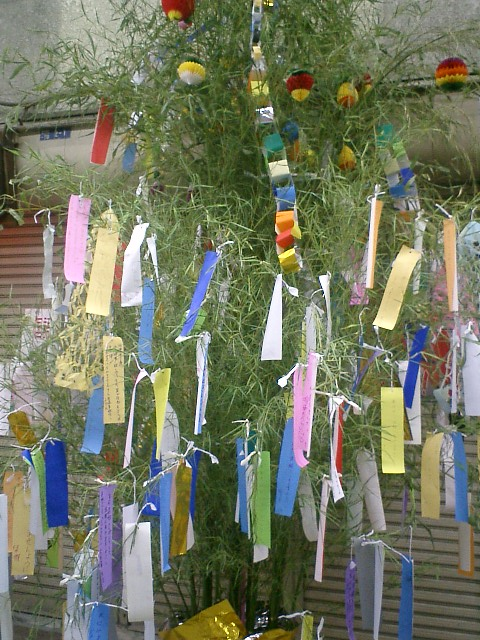
زینت درخت خیزران در تاناباتا.

در این روز هر کس آرزوهای خود را بر روز کاغذ نوشته و بر شاخه‌ای از درخت خیزران که برای تزئین در محل‌های جشن یا منازل تهیه می‌شود، آویزان می‌کند.

## نگارخانه

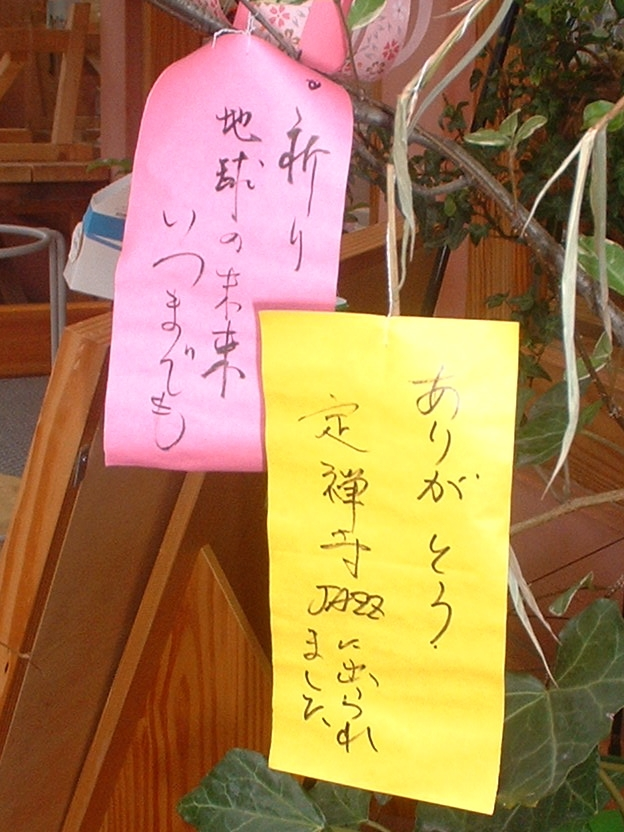
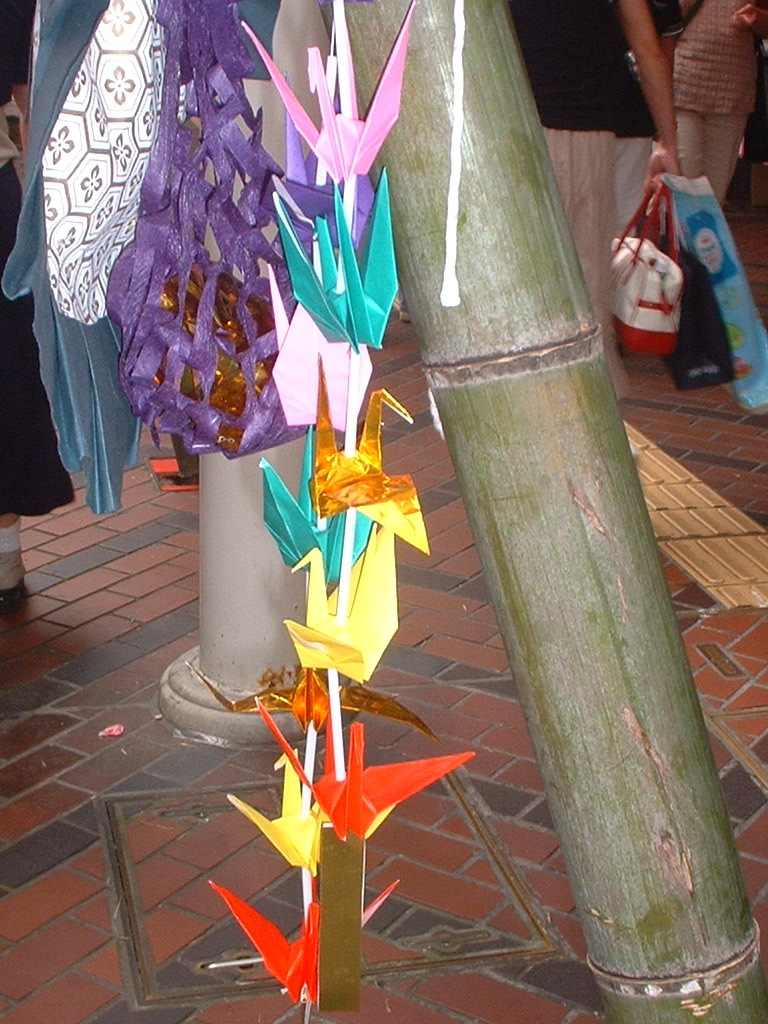
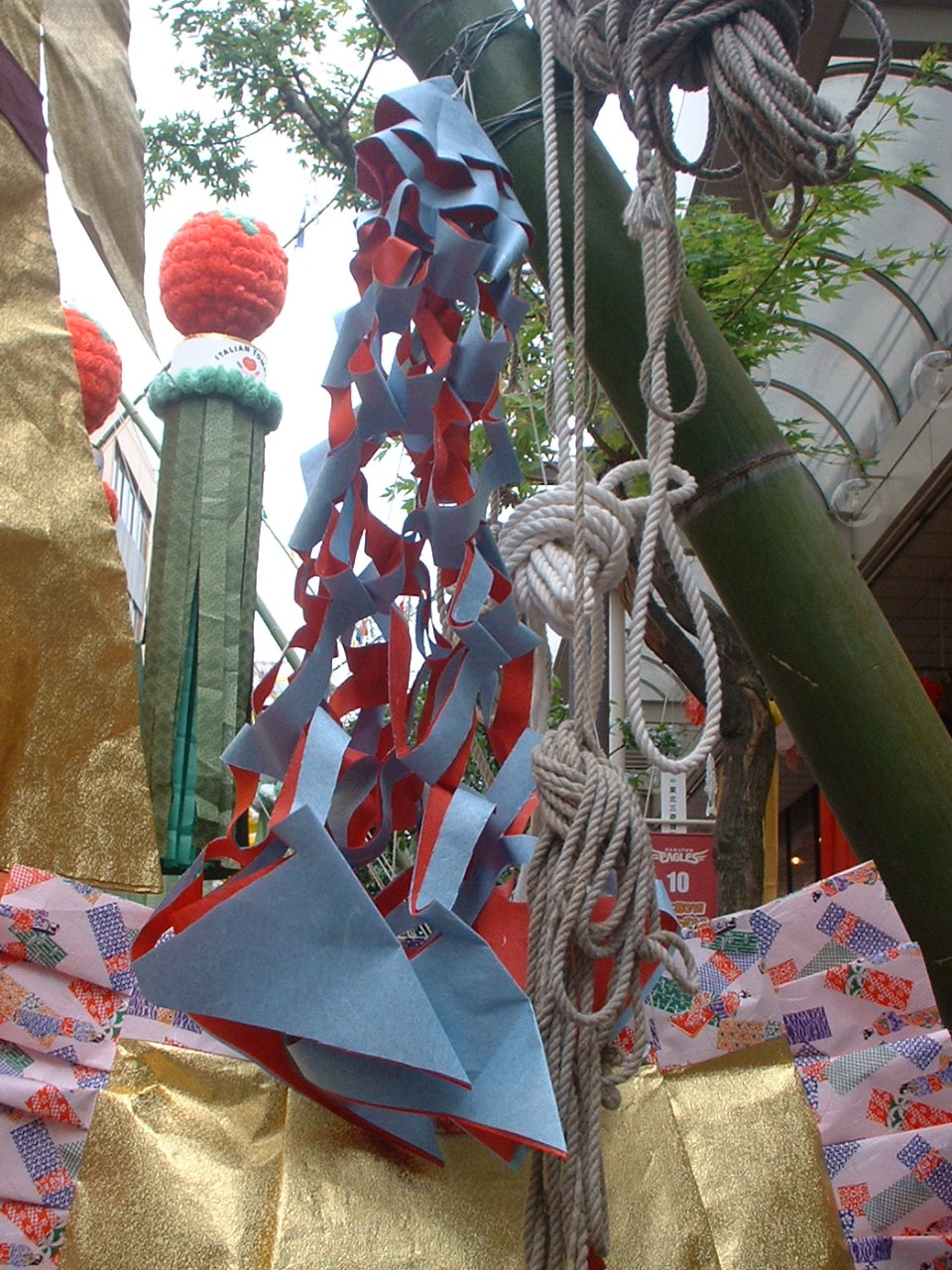
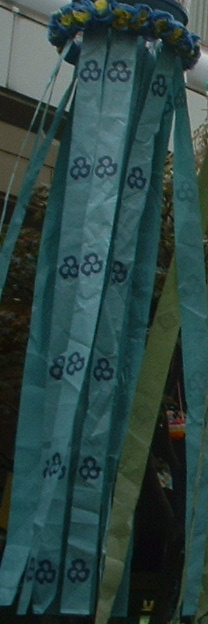